# 富井幸雄
富井 幸雄（とみい ゆきお、1960年 - ）は、日本の法学者。専門は公法学。東京都立大学法学部教授。比較憲法学田上穰治賞受賞。

## 人物・経歴
埼玉県生まれ。1982年中央大学法学部法律学科卒業。1984年中央大学大学院法学研究科公法専攻博士前期課程修了、法学修士。1986年防衛庁防衛研究所助手。1987年中央大学大学院法学研究科公法専攻博士後期課程退学。1990年ウィスコンシン大学マディソン校ロー・スクール修士課程修了、M.A. in Legal Institutions。1991年インディアナ大学ブルーミントン校ロー・スクール修士課程修了。1992年LL.M.。
1993年防衛庁防衛研究所主任研究官。1996年大東文化大学国際関係学部専任講師。1999年大東文化大学国際関係学部助教授。2002年比較憲法学田上穰治賞受賞。2004年大東文化大学国際関係学部教授。2005年首都大学東京大学院社会科学研究科法曹養成専攻教授。2013年ヴァージニア大学ロー・スクール客員研究員。2020年東京都立大学法学部法学科法律学コース教授。
防衛法学会理事、航空自衛隊幹部学校講師、陸上自衛隊小平学校講師、板橋区情報公開個人情報保護審査会副会長、東松山市情報公開個人情報保護審査会会長、桶川市情報公開個人情報保護審議会会長、あきる野市情報公開個人情報保護審査会会長、あきる野市不服申し立て審査会会長、衆議院安全保障委員会参考人、参議院外交防衛委員会客員調査員、大学基準協会法科大学院認証評価委員会委員なども歴任した。専門は公法学、アングロ・アメリカ法。

## 著書
- 『共和主義・民兵・銃規制 : 合衆国憲法修正第二条の読み方』昭和堂 2002年
- 『憲法と緊急事態法制 : カナダの緊急権』日本評論社 2006年
- 『地方自治法読本』内外出版 2012年
- 『海外派兵と議会 : 日本、アメリカ、カナダの比較憲法的考察』成文堂 2013年